# 陳奏凱
陳奏凱（？—？年），榜名“陳霖”，四川省重慶府定遠縣人（今四川省武勝縣），嘉慶三年（1798年）戌午科武舉人，嘉慶六年辛酉恩科三甲第五名武進士。

## 履歷
- 中進士後，授為藍翎侍衛。[2]
- 嘉慶十年（1798年），因事被藍翎長花連布、護軍愛明阿揪扭拴縛，陳奏凱不服，於聖駕前告御狀，奏訴被屈，雖花連布、愛明阿被罰杖八十，陳奏凱本人亦為不安本分，降三級調用。[3][4]